# Veda
I Veda (in alfabeto devanāgarī वेद, sanscrito vedico Vedá) sono un'antichissima raccolta in sanscrito vedico di testi sacri dei popoli arii che invasero intorno al XX secolo a.C. l'India settentrionale, costituenti la civiltà religiosa vedica, divenendo, a partire dalla nostra era, opere di primaria importanza presso quel differenziato insieme di dottrine e credenze religiose che va sotto il nome di Induismo.

## Origine deiVeda
(Pranatoshimi, 19)
Il termine sanscrito vedico veda indica il "sapere", la "conoscenza", la "saggezza", e corrisponde all'avestico vaēdha, al greco antico οἶδα (anticamente ϝοἶδα, da leggere "woida"), al latino video. Per il fatto che essi non hanno un autore umano ma sono stati solo "uditi" vengono chiamati Shruti (“ciò che è udito”).
La letteratura vedica origina da un popolo, gli Arii, che intorno al 2200 a.C. migrò verso l'India nord-occidentale (allora indicata come Saptasindhu सप्त सिंधु, Terra dei sette fiumi, in avestico  Hapta Hindu) provenendo dall'area di Balkh (oggi in Afghanistan settentrionale). Un altro raggruppamento di questo popolo, gli Iranici, sempre provenienti dalla medesima area, invase invece l'attuale Iran fondandovi una cultura religiosa che successivamente fu in parte raccolta nell'Avestā. Fu dunque nell'area dell'Afghanistan settentrionale che i Veda acquisirono le loro prime caratteristiche religiose e linguistiche.
Elemento centrale delle credenze religiose degli Arii era lo Ṛta (in alfabeto devanāgarī ऋत, in avestico Aša) ovvero la Legge cosmica, e il suo "guardiano" Asura Varuṇa (वरुण devanāgarī, avestico Ahura Mazdā), concentrandosi il sacrificio religioso nella bevanda sacra, il soma (सोम devanāgarī, avestico haoma) e sul rito del fuoco (devanāgarī अग्नि agni, avestico āthra).
Con l'ingresso di questi popoli Arii nell'India settentrionale, e con i conseguenti scontri militari con le popolazioni autoctone, acquisì rilievo religioso l'eroico dio guerriero Indra (इन्द्र).
Mentre con il successivo accoglimento anche di culti autoctoni, spesso fondati su pratiche sciamaniche e sull'utilizzo di formule magiche (mantra, मन्त्र), la cultura religiosa degli Arii si sviluppò e si diffuse sul territorio indiano in quelle caratteristiche che saranno poco dopo organizzate dai "cantori" (devanāgarī: ऋषि ṛṣi) dei primi due Veda: il Ṛgveda e alcune parti dell'Atharvaveda (2000-1700 a.C.).

## La suddivisione deiVedae loro datazione
La raccolta dei Veda consiste:
- nelle quattro Saṃhitā (संहिता): Ṛgveda (ऋग्वेद), Sāmaveda (सामवेद), Yajurveda (यजुर्वेद) e Atharvaveda (अथर्ववेद), composte tra il 2000 a.C. e il 1100 a.C.[5];
- nei Brāhmaṇa (ब्राह्मणं), commentari alle quattro Saṃhitā composti tra il 1100 a.C. e l'800 a.C.;
- nelle Āraṇyaka (आरण्यक), testi esoterici riservati agli eremiti delle foreste o recitati fuori dai villaggi, composti tra il 1100 e l'800 a.C.;
- nelle Upaniṣad (उपनिषद्), opere di ulteriore approfondimento composte tra l'800 e il 500 a.C.;
- nei Sūtra (सूत्र) e nei Vedāṅga (वेदाङ्ग), opere di codificazione dei riti, composti dal 500 a.C. in poi.

Questa suddivisione è quella universalmente considerata dagli studiosi. In un significato più stretto e più comune, per Vedà si intendono solo i quattro Saṃhitā, mentre dal punto di vista tradizionale solo i primi quattro raggruppamenti (i quattro Saṃhitā, i Brāhmaṇa, gli Āraṇyaka e le Upaniṣad) sono considerati apauruṣeya, cioè non composti dagli esseri umani e quindi appartenenti alla Śruti.

### Datazione
La datazione dei Veda è controversa: le edizioni 1998 e 2005 della Encyclopedia of Religion, varata su progetto dello storico delle religioni rumeno Mircea Eliade e che coinvolge centinaia di accademici di tutto il mondo, riporta, nella voce curata da Ramchandra Narayan Dandekar, un periodo compreso tra il 2000 a.C. e il 1100 a.C. Mario Piantelli data la composizione dei Veda con l'arrivo degli indoari in India, datando questo arrivo nel XVI secolo a.C.  La nuova tesi promossa dopo gli anni ottanta sull'origine autoctona degli Arii, fermo restando il 1000 a.C. come data di completamento della composizione degli inni raccolti nel Rig Veda, rimane aperta sulla data d'inizio. Questa potrebbe essere assai più antica del 1500 a.C., considerato dalle teorie generalmente supportate e risalirebbe al 3000, al 4000 o addirittura al 7500 a.C. Tra gli indologi che spostano ben oltre la data del 1500 a.C., Torri cita: David Frawley, K.D. Sethna e Shrikant Talageri. Mentre Stephanie W. Jamison e Michael Witzel se da una parte limitano il periodo vedico al 1500-500 a.C. dall'altra notano che i RigVeda menzionano in fondo unicamente rovine e non città, il che indicherebbe una data di stesura fra il 1990 e il 1100 a.C. Per J. L. Brockington invece i più antichi inni dei Veda, appartenenti al Rig Veda, vanno fatti risalire al 1200 a.C. Tuttavia altri autorevoli studiosi offrono datazioni più recenti. Così Saverio Sani data tra il XV e il V secolo a.C. la composizione del Ṛgveda. 

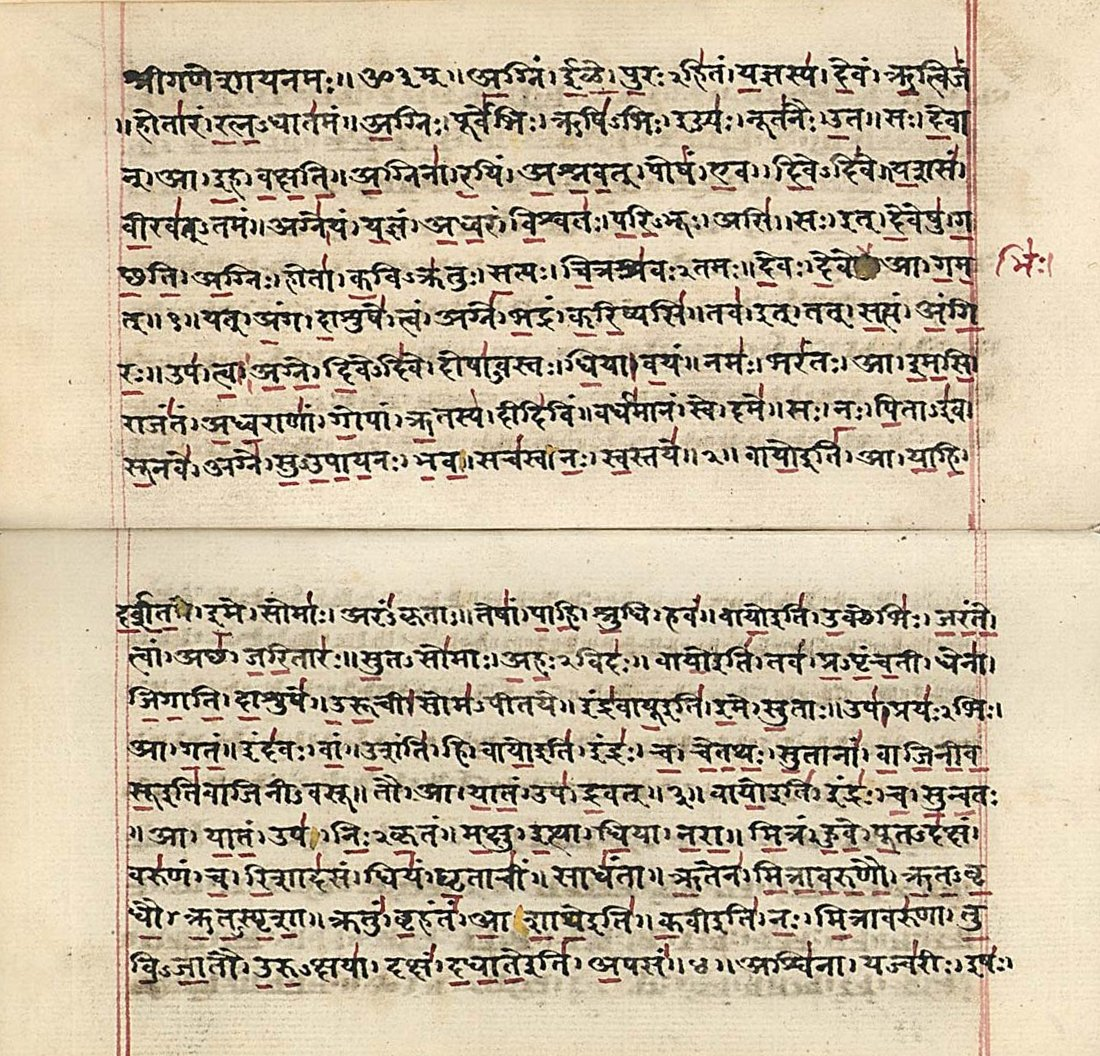
Ṛgveda. Manoscritto in devanāgarī, XIX secolo. Dopo una benedizione ("śrīgaṇéśāyanamaḥ ;; Aum(3) ;;"), la prima riga apre con il primo verso del primo inno del Ṛgveda (1.1.1)- L'accento vedico è segnalato da sottolineature in inchiostro rosso

Il Veda più antico è senza dubbio il Ṛgveda, cui seguono gli altri tre: Sāmaveda, Yajurveda, e Atharvaveda. Nel complesso questa letteratura religiosa descrive gli indoari come nomadi guerrieri in conflitto con le popolazioni locali, eredi della Civiltà della valle dell'Indo. I testi vedici descrivono le popolazioni autoctone come di pelle scura oggi identificate come dravidiche. Gli indoari indicavano sé stessi come ārya (nobili) riservando il termine dāsa (anche dasyu, successivamente col significato di "schiavo") alle popolazioni autoctone con cui erano venuti a contatto. Secondo gli indoari, questi dāsa non veneravano divinità né possedevano riti religiosi quanto piuttosto veneravano un "fallo" (pene eretto, sanscrito liṅgaṃ, denominato dio-pene o dio-coda Siśnadeva). Secondo Alf Hiltebeitel la scoperta di oggetti di forma fallica nella Valle dell'Indo fa supporre come corretta la descrizione vedica di questi culti, peraltro anticipatori del culto del Liṅgaṃ nello Śivaismo.

### Le quattroSaṃhitā
(Vājasaneyī Saṃhitā XXXVI; citato in Raimon Panikkar, I Veda. Mantramañjarī, a cura di Milena Carrara Pavan, traduzioni di Alessandra Consolaro, Jolanda Guardi, Milena Carrara Pavan, BUR, Milano, 2001)

#### Ṛgveda
Il più antico testo dei Veda è il Ṛgveda, che risulta essere anche la più antica opera della cultura indoeuropea. Nelle sue parti più antiche (inserite nei libri dal II al VII compresi) viene datato tra il XX e il XV secolo a.C.
Esso si compone di una raccolta di 1.028 inni denominati sùkta (lett. "ben detto"), composti da complessive 10.462 strofe di diversi versi metrici denominate mantra (o più comunemente come ṛks, "versetto, invocazione"), suddivisi in dieci libri indicati come maṇḍala (lett. "cicli"), di diseguale ampiezza, struttura e datazione, per un totale di 153.836 parole. Il contenuto di questo Veda corrisponde ad elementi di culto sacrificale propri della civiltà degli Arii (con particolare riguardo alle divinità di Agni, Ṛta-Varuṇa e Soma) appena giunti nell'India nordoccidentale, che intersecano aggiunte poco più tarde inerenti alla valorizzazione di divinità guerriere come Indra, il dio del fulmine.

#### Sāmaveda
Il Sāmaveda si fonda sul Ṛgveda. Esso consiste in una raccolta di strofe (complessive 1.875, comprese le ripetizioni) la cui maggior parte (salvo 78) già compaiono nel Ṛgveda (nei libri VIII e XIX). Esso non si compone quindi di "canti" (sāmans) piuttosto di mantra cantati da un sacerdote, l'udgātṛ (o udgātár) e dai suoi tre assistenti. La più nota versione del Sāmaveda, quella dei Kauthuma trasmessa nel Gujarāt, si compone di due raccolte:
- il Pūrvarcika che si compone di 585 inni suddivisi in quattro sezioni. Le prime tre sezioni sono dedicate rispettivamente agli Dèi Agni, Indra e Soma; la quarta, non sempre riportata in tutte le edizioni, si compone di canti da recitarsi all'interno dei villaggi (grāmageyagāna) e canti da recitarsi al di fuori di essi (araṇyageyagāna);
- lo Uttarāchika che si compone di 400 inni rituali da recitarsi secondo delle melodie.

Una terza suddivisione di questo Veda inerisce il Mahānāmnyārcika, riportato in dieci mantra, che tuttavia viene omesso nelle più recenti edizioni.

#### Yajurveda
Lo Yajurveda è il trattato di formule inerenti al sacrificio (yajus). Mentre il Sāmaveda si occupa esclusivamente del rito del soma, lo Yajurveda riassume tutto il rituale vedico.
Contiene le formule sacrificali, scritte talvolta come litanie, che erano praticate dall'officiante denominato adhvaryu. Ne disponiamo due versioni: Kṛṣṇa Yajurveda (Yajurveda nero) e Śukla Yajurveda (Yajurveda bianco). Sono composti in parte in versi e in parte in prosa ed è il più antico esempio di prosa letteraria in sanscrito.

#### Atharvaveda
L'Atharvaveda (anche Atharvāṅgirasaḥ o Brahmaveda) è il trattato delle formule magiche e della medicina.
Consiste di una raccolta di formule magiche (brahman) sia positive (atharvan) sia negative (aṅgirga), di carattere popolare. Inizialmente non fu considerato autorevole ma poi venne inglobato nella raccolta della letteratura religiosa degli arii e adottato come manuale rituale dei brahmani. Esistono due recensioni di questo veda denominate Śaunaka e Paippalāda.

## IVedanelle tradizioni hindu
(Mahābhārata, XIII, 141, 65; citato in La saggezza indiana, a cura di Gabriele Mandel, Rusconi, 1999)
La posizione assunta dalle varie tradizioni religiose e scuole religioso-filosofiche dell'Induismo nei confronti dei Veda, è da un lato strettamente connessa alla considerazione della parola in sé, dall'altro all'aspetto rivelatorio dei Veda stessi, la śruti. Per quanto riguarda quest'ultimo aspetto, va fatta una prima distinzione fra tradizioni vicine all'ortodossia brahmanica, e che riconoscono l'autorità dei Veda, e tradizioni che invece se ne allontanano.
Fra le Darśana, per la Mīmāmsā, che considera le parole eterne, i Veda risultano essere senza tempo e increati. Differente è la posizione dei razionalisti del Nyāya, per i quali i Veda sono emanati da Dio.